# 미나쿠치정
미나쿠치정(水口町)은 시가현 고카군에 설치되었던 정이다. 2004년 10월 1일, 미나쿠치정, 쓰치야마정, 고카정, 고난정, 시가라키정이 합병해 고카시가 되었기 때문에 폐지되었다.

## 역사
도카이도는 일찍이, 현재의 JR 도카이도 본선과 달리 스즈카넘어가는 루트를 취하고 있었지만, 미즈구치슈쿠는 쓰치야마슈쿠(구·쓰치야마정)와 나란히 오미에 국(시가현)측의 역참 마을. 고가시가 된 지금도, 시청이 놓여지는 중심적인 마을이다
- 1889년 4월 1일 - 정촌제 시행과 함께 5개촌 구역으로 미니쿠치촌이 성립하였다.
- 1894년 8월 18일 - 미니쿠치촌이 정으로 승격해 미니쿠치정이 되었다.
- 1942년 4월 1일 - 가시와기촌 (제1차)을 편입하였다.
- 1955년 4월 15일 - 반타니촌, 가시와기촌(제2차), 기부카와정과 합병해 새로운 미니쿠치정이 성립하였다.
- 2004년 10월 1일 - 쓰치야마정, 고카정, 고난정, 시가라키정과 합병해 고카시가 성립하였다. 동일 미니쿠치정은 폐지되었다.

## 교통

### 도로
- 국도 1호선
- 국도 307호선